# آيت حمو او سعيد (تالسينت)
آيت حمو او سعيد هي إحدى مشيخات المملكة المغربية، تتبع جغرافيا لإقليم فكيك وإداريًا لتالسينت. يقدر عدد سكانها بـ 456 نسمة حسب الإحصاء الرسمي للسكان والسكنى لسنة 2004.